# Victor Rask
Victor Emanuel Martin Rask (* 1. března 1993) je švédský profesionální hokejista působící v týmu Minnesota Wild v NHL.
Byl draftovaný z 42. pozice celkově v roce 2011 v NHL draftu.

## Hráčská kariéra
Dne 20. října 2011 Victor Rask podepsal nováčkovskou smlouvu na 3 roky s týmem Carolina Hurricanes.
V roce 2016 poté podepsal novou smlouvou na šest let na 24 milionů dolaru (4 miliony dolaru za sezonu) s týmem Carolina Hurricanes. V sezoně 2015/2016 Victor Rask zaznamenal svých rekordních 48 bodů.
V průběhu sezony 2018/2019 byl poté, co zaznamenal pouhých 6 bodů ve 26 zápasech, Carolinou 17. ledna 2019 vyměněn do týmu Minnesota Wild za křídelníka Nina Niederreitera.

## Reprezentační kariéra
Victor Rask reprezentuje Švédsko už od mládežnických let, už ve svých 17 letech získal svou první medaili z mezinárodních turnajů a to stříbrnou na MS18 2010. Hned rok poté získal opět stříbrnou medaili z MS18. O rok později se dočkal také zlaté medaile z Mistrovství světa juniorů 2012 a v roce 2013 získal stříbrnou. V Roce 2015 byl nominován na svoje první seniorské Mistrovství světa, které se konalo v Praze tady skončil se svým týmem na 5. místě když ve čtvrtfinále podlehly Ruské hokejové reprezentaci v konečném stavu 3:5.

## Klubové statistiky
| Sezona     | Klub                | Soutěž     | Základní část | Základní část | Základní část | Základní část | Základní část | Play off | Play off | Play off | Play off | Play off |
| Sezona     | Klub                | Soutěž     | Z             | G             | A             | B             | TM            | Z        | G        | A        | B        | TM       |
| ---------- | ------------------- | ---------- | ------------- | ------------- | ------------- | ------------- | ------------- | -------- | -------- | -------- | -------- | -------- |
| 2009/10    | Leksands IF         | J20        | 39            | 22            | 19            | 41            | 35            | 5        | 2        | 3        | 5        | 2        |
| 2009/10    | Leksands IF         | Allsv      | 8             | 0             | 0             | 0             | 0             | —        | —        | —        | —        | —        |
| 2010/11    | Leksands IF         | J20        | 13            | 3             | 9             | 12            | 2             | —        | —        | —        | —        | —        |
| 2010/11    | Leksands IF         | Allsv      | 37            | 5             | 6             | 11            | 8             | —        | —        | —        | —        | —        |
| 2011/12    | Calgary Hitmen      | WHL        | 64            | 33            | 30            | 63            | 21            | —        | —        | —        | —        | —        |
| 2012/13    | Charlotte Checkers  | AHL        | 10            | 1             | 4             | 5             | 0             | —        | —        | —        | —        | —        |
| 2012/13    | Calgary Hitmen      | WHL        | 37            | 14            | 27            | 41            | 16            | 17       | 6        | 10       | 16       | 10       |
| 2013/14    | Charlotte Checkers  | AHL        | 76            | 16            | 23            | 39            | 20            | —        | —        | —        | —        | —        |
| 2014/15    | Carolina Hurricanes | NHL        | 80            | 11            | 22            | 33            | 16            | —        | —        | —        | —        | —        |
| 2015/16    | Carolina Hurricanes | NHL        | 80            | 21            | 27            | 48            | 24            | —        | —        | —        | —        | —        |
| 2016/17    | Carolina Hurricanes | NHL        | 82            | 16            | 29            | 45            | 16            | —        | —        | —        | —        | —        |
| 2017/18    | Carolina Hurricanes | NHL        | 71            | 14            | 17            | 31            | 12            | —        | —        | —        | —        | —        |
| 2018/19    | Carolina Hurricanes | NHL        | 26            | 1             | 5             | 6             | 4             | —        | —        | —        | —        | —        |
| 2018/19    | Minnesota Wild      | NHL        | 23            | 2             | 1             | 3             | 4             | —        | —        | —        | —        | —        |
| 2019/20    | Minnesota Wild      | NHL        | 43            | 5             | 8             | 13            | 2             | —        | —        | —        | —        | —        |
| 2020/21    | Minnesota Wild      | NHL        | 54            | 10            | 13            | 23            | 2             | 7        | 0        | 0        | 0        | 0        |
| 2021/22    | Minnesota Wild      | NHL        | 29            | 5             | 8             | 13            | 2             | —        | —        | —        | —        | —        |
| 2021/22    | Iowa Wild           | AHL        | 10            | 2             | 8             | 10            | 2             | —        | —        | —        | —        | —        |
| 2021/22    | Seattle Kraken      | NHL        | 18            | 4             | 4             | 8             | 0             | —        | —        | —        | —        | —        |
| NHL celkem | NHL celkem          | NHL celkem | 362           | 65            | 101           | 166           | 76            | —        | —        | —        | —        | —        |

### Juniorská reprezentace
| Rok  | Tým     | Turnaj | Z | G | A | B | TM |
| ---- | ------- | ------ | - | - | - | - | -- |
| 2010 | Švédsko | MSU17  | 6 | 1 | 7 | 8 | 2  |
| 2010 | Švédsko | MSJ18  | 6 | 3 | 2 | 5 | 0  |
| 2011 | Švédsko | MSJ18  | 6 | 2 | 3 | 5 | 4  |
| 2012 | Švédsko | MSJ    | 6 | 0 | 1 | 1 | 6  |
| 2013 | Švédsko | MSJ    | 6 | 2 | 2 | 4 | 4  |

### Reprezentace
| Turnaj       | Místo konání                              | Z  | G | A | B  | TM | Umístění      | Soupisky         |
| ------------ | ----------------------------------------- | -- | - | - | -- | -- | ------------- | ---------------- |
| MS 2015      | Česko (Praha,Ostrava)                     | 8  | 1 | 3 | 4  | 4  | 5. místo      | Soupiska MS 2015 |
| MS 2017      | Německo a Francie (Kolín nad Rýnem,Paříž) | 10 | 2 | 5 | 7  | 0  | Zlatá medaile | Soupiska MS 2017 |
| Celkem na MS |                                           | 18 | 3 | 8 | 11 | 4  |               |                  |